# AP1000
El diseño del reactor Westinghouse Electric Company AP1000 es el primer reactor de generación III+ en recibir aprobación del diseño final de la Comisión Reguladora Nuclear de Estados Unidos (en inglés: Nuclear Regulatory Commission, NRC). Es una mejora evolucionaria del diseño AP600. Esencialmente es un modelo más poderoso con aproximadamente la misma superficie de uso.
En la primavera del 2007 la China National Nuclear Corp. seleccionó al consorcio Westinghouse/Shaw para construir cuatro reactores nucleares por un monto estimado de US$8 mil millones. En abril de 2010 estas eran las únicas unidades en el mundo que habían comenzado su construcción.
La NRC cuestionó la durabilidad del edificio escudo original del reactor AP1000 al encarar eventos externos severos tales como terremotos, huracanes y colisiones de aviones. Por lo tanto, Westinghouse modificó el diseño. Un ingeniero nuclear consultor estadounidense también criticó el diseño del Edificio de contención del AP1000 argumentando que, en el caso de un accidente base de diseño, podría liberarse radiación; Westinghouse ha denegado dicha crítica. La NRC anticipa completar la revisión de certificación del diseño completo para el AP1000 alrededor de septiembre de 2011.

## Especificaciones de diseño
El AP1000 es un reactor PWR de dos ciclos que se planifica que produciría 1.154 MWe netos.

El diseño es menos caro de construir que cualquier otra planta de generación III parcialmente debido al uso de tecnología existente. El diseño también disminuye el número de componentes, incluyendo tuberías, cables y válvulas. La estandarización y el licenciamiento de tipo también deberían ayudar a reducir el tiempo y costo de la construcción. Debido a su simplificado diseño comparado a los PWR de generación II de Westinghouse, el AP1000 tiene:
- 50% menos de válvula relacionadas con seguridad
- 35% menos de bombas
- 80% menos de tuberías relacionadas con seguridad
- 85% menos de cables de control
- 45% menos de volumen de edificio sísmico

El diseño es considerablemente más compacto en uso de espacio que la mayor parte de los PWR existentes, y usa menos de una quinta parte del hormigón y de armadura de acero corrugado de los diseños más viejos.
En diciembre de 2005, la NRC aprobó la certificación del diseño final para el AP1000. Esto significó que los posibles constructores pueden aplicar para una Licencia Combinada de Construcción y Operación (en inglés: Combined Construction and Operating License, COL) antes de que la construcción comience, cuya validez es condicional a que la planta sea construida como se diseñó ya que cada AP1000 debería ser virtualmente idéntica.
La evaluación probabilística del riesgo fue usada en el diseño de las plantas. Esto permitió la minimización de los riesgos, y el cálculo de la seguridad total de la planta. La Comisión Reguladora Nuclear está preparando un nuevo estudio de seguridad, y cree que estas plantas serán varias órdenes de magnitud más seguras que las del último estudio, el NUREG-1150. El AP1000 tiene un frecuencia de daño de núcleo máxima de 2,41 × 10−7 por año reactor.

## Sistema de Refrigeración Pasiva del Núcleo
Los reactores de este tipo continúan produciendo calor a partir de los productos del decaimiento radioactivo incluso después de que la reacción principal ha sido apagada, así que es necesario eliminar este calor para evitar la fusión del núcleo del reactor y un posible escape hacia la estructura de contención o, peor aún, más allá de ésta. En este diseño de Westinghouse, el Sistema de Refrigeración Pasiva del Núcleo (en inglés: Passive Core Cooling System, PXS) usa menos de veinte válvulas operadas explosivamente y por DC que deben ser activadas dentro de los primeros 30 minutos. Esto está diseñado para que pueda funcionar incluso si los operadores del reactor no toman ninguna acción. El sistema eléctrico requerido para iniciar los sistemas pasivos no necesitan energía externa ni generadores diésel, así como tampoco de sistemas hidráulicos o de aire comprimido.
El proceso para encender el sistema pasivo está diseñado para eliminar el calor en 72 horas, después de lo cual el tanque de agua de drenaje por gravedad del Sistema de Refrigeración Pasivo de Contención (en inglés: Passive Containment Cooling System, PCS) debe ser rellenado por tanto tiempo como se requiere el enfriamiento.

## Preocupaciones respecto a la seguridad
El diseño del AP1000 tiene una estructura de contención poco usual, pero la Comisión Reguladora Nuclear la aprobó, después de Informes de Evaluación de Seguridad, y después de una Rule de Certificación de Diseño.
La enmienda propuesta por Westinghouse para el AP1000 ha sido aprobada hasta la Revisión 17, y la aprobación para la revisión 18 está en desarrollo.
En abril de 2010, Arnold Gundersen, un ingeniero nuclear contratado por varios grupos antinucleares, entregó un informe que exploraba un peligro asociado con la posible oxidación a través del forro de acero de la estructura de contención. En el diseño del AP1000, el forro y el cemento están separados, y si el acero es atravesado por el óxido, "no existe una barrera de contención de respaldo detrás de este" de acuerdo a Gundersen. Si el domo es atravesado por el óxido, el diseño podría expulsar contaminantes radioactivos y la planta "entregaría una dosis de radiación a las personas que es 10 veces más alta que el límite impuesto por la NRC" de acuerdo a Gundersen. Vaughn Gilbert, un vocero de Westinghouse, ha puesto en duda la evaluación de Gundersen, diciendo que el recipiente de contención de acero del AP1000 es de tres y media veces el grosor de los forros de los actuales diseños, y que la corrosión sería muy aparente durante las inspecciones de rutina.

## Desechos nucleares
El combustible gastado producido por el AP1000 puede ser almacenado indefinidamente en agua en el mismo sitio de la planta. El combustible usado envejecido también puede ser almacenado en una bodega de toneles de almacenamiento seco sobre el terreno, de la misma forma como la actual flota de reactores de potencia en operación estadounidenses.

## Planes de construcción
Las unidades chinas serán las primeras en ser construidas.

### China

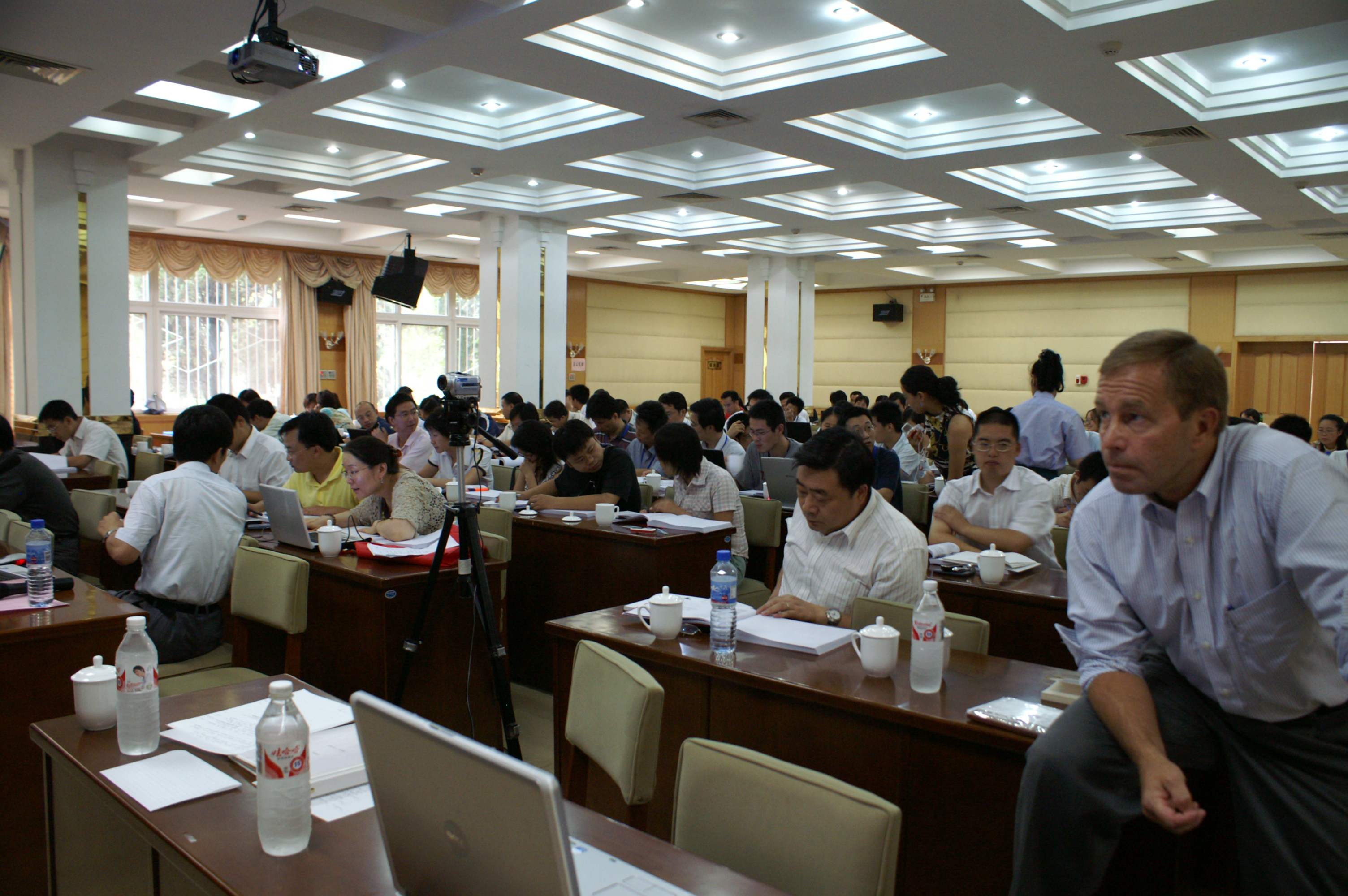
Personal chino siendo entrenados para operar el reactor AP1000. Las primeras cuatro unidades serán construidas en China.

- La central nuclear de Sanmen en Zhejiang tendrá seis unidades. La construcción del sitio para las primeras dos comenzó en febrero de 2008, el comienzo de la operación está programado para el 2013-2015.
- La central nuclear de Haiyang en Shandong también tiene seis unidades planificadas. La construcción del sitio para las primeras dos comenzó en julio de 2008, el comienzo de la operación está programado para 2014-2015.

Los primeros cuatro AP1000 construidos son de una versión más antigua del diseño sin una estructura de contención reforzada para proporcionar una protección mejorada contra un choque de un avión.
China ha adoptado oficialmente el AP1000 como el diseño estándar para los proyectos nucleares de tierra adentro. La Comisión de Desarrollo y Reforma Nacional (en inglés: National Development and Reform Commission, NDRC) ya ha aprobado varios proyectos nucleares, incluyendo la planta Dafan en la provincia de Hubei, Taohuajiang en Hunan, y Pengze en Jiangxi. La NDRC está estudiando proyectos adicionales en las provincias de Anhui, Jilin y Gansu.
China busca tener 100 unidades bajo construcción y operación hacia el año 2020, de acuerdo a Aris Candris, el presidente de Westinghouse.

#### Desarrollo del CAP1400
En el 2008 y 2009 Westinghouse hizo acuerdos con la Corporación Estatal para la Tecnología de Energía Nuclear (en inglés: State Nuclear Power Technology Corporation, SNPTC) y otros institutos para desarrollar un diseño más grande, probablemente de una capacidad de 1.400 MWe, y posiblemente seguido por un diseño de 1.700 MWe. China será dueña de los derechos de propiedad intelectual para estos diseños más grandes. La exportación de estas nuevas unidades más grandes puede ser posible con la cooperación de Westinghouse.
En diciembre de 2009, una empresa conjunta china fue establecida para construir un CAP1400 inicial cerca del sitio del HTR-10 Shidaowan. Se espera que la construcción comience en el 2013, y que la operación lo sea en el 2017.

### Estados Unidos
A enero de 2010, se habían solicitado aplicaciones de Licencias Combinadas de Construcción y Operación (en inglés: Combined Construction and Operating License, COL) para catorce reactores AP1000 en Estados Unidos, dos de cada uno en:
- Central Nuclear Shearon Harris en Carolina del Norte,
- Central Nuclear William States Lee III en Carolina del Sur,
- Planta de energía nuclear Virgil C. Summer (Summer) en Carolina del Sur.[20]

- Planta de energía nuclear Vogtle en Georgia.[21]
- Central Nuclear Levy County en Florida,
- Central Nuclear Turkey Point en Florida[22]
- Central nuclear Bellefonte en Alabama.

El 9 de abril de 2008, la Georgia Power Company alcanzó un contrato de acuerdo con Westinghouse y Shaw por dos reactores AP1000 que serían construidos en Vogtle. El contrato representa el primer acuerdo para un nuevo desarrollo nuclear desde el accidente de Three Mile Island en 1979. La COL para el sitio de Vogtle estará basada en la revisión 18 del diseño AP1000. El 16 de febrero de 2010, el presidente Obama anunció $8,33 mil millones de dólares en garantías de préstamos federales para construir las dos unidades en la planta Vogtle.
Los grupos ambientales que se oponen al licenciamiento de los dos nuevos reactores AP1000 que se construirán en Vogtle presentaron una nueva petición en abril de 2011 solicitando que la comisión de NRC suspenda el proceso de licenciamiento hasta que se conozca más acerca de la evolución de los accidentes nucleares de Fukushima I.

## Nota
- Esta obra contiene una traducción  derivada de «AP1000» de Wikipedia en inglés, concretamente de esta versión, publicada por sus editores bajo la Licencia de documentación libre de GNU y la Licencia Creative Commons Atribución-CompartirIgual 4.0 Internacional.